# 戴愬
戴愬（1522年—？），字遠之，號鳳巖，南京江陰衛軍籍，直隶天長縣人，明朝政治人物。

## 生平
嘉靖二十五年（1546年）丙午科應天府鄉試第六十八名舉人。嘉靖二十六年（1547年）中式丁未科會試第二百五十三名，登第三甲第一百一十八名進士。大理寺觀政，授福建閩縣知縣，歷升工部主事、员外郎、郎中，出为楚雄府知府。

## 家族
曾祖戴本祥；祖父戴旭；父戴珩，母陳氏。